# Oumou Koné (basket-ball)
Pour les articles homonymes, voir Oumou Koné.
Oumou Koné (née le 3 juillet 1979 à Bamako) est une joueuse malienne de basket-ball.

## Carrière
Oumou Koné participe avec l'équipe du Mali junior à la Coupe du monde féminine des moins de 19 ans en 1997 au Brésil, terminant à la dixième place.
Elle fait partie de l'équipe du Mali disputant les éliminatoires jumelées du Championnat d'Afrique 2003 et des Jeux africains de 2003.
Elle participe au championnat d'Afrique 2005 au Nigeria ; la sélection malienne termine à la cinquième place de la compétition.
Elle dispute notamment avec le Djoliba AC la Coupe d'Afrique des clubs champions en 2008.